# Kvalifikacije za Svjetsko prvenstvo u nogometu 2014. (UEFA) – skupina G
Skupina G bila je jedna od devet skupina europskih kvalifikacija za SP 2014. Na SP u Brazilu izravno se kao pobjednik skupine kvalificirala BiH (izborivši nastup na svom prvom velikom natjecanju), a drugim mjestom dodatne je kvalifikacije izborila Grčka. U skupini G postignuto je 76 pogodaka u 30 utakmica (2.53 pogodaka po utakmici). Najbolji strijelac bio je s 10 pogodaka Edin Džeko, reprezentativac BiH. 
| Momčad      | Uta. | Pob. | Izj. | Por. | PoP. | PrP. | RP  | Bod. |
| ----------- | ---- | ---- | ---- | ---- | ---- | ---- | --- | ---- |
| BiH         | 10   | 8    | 1    | 1    | 30   | 6    | +24 | 25   |
| Grčka       | 10   | 8    | 1    | 1    | 12   | 4    | +8  | 25   |
| Slovačka    | 10   | 3    | 4    | 3    | 11   | 10   | +1  | 13   |
| Litva       | 10   | 3    | 2    | 5    | 9    | 11   | -2  | 11   |
| Latvija     | 10   | 2    | 2    | 6    | 10   | 20   | -10 | 8    |
| Lihtenštajn | 10   | 0    | 2    | 8    | 4    | 25   | -21 | 2    |

## Utakmice
7. rujna 2012.
- Lihtenštajn -  BiH 1:8  Arhivirana inačica izvorne stranice od 20. listopada 2013. (Wayback Machine)
- Litva -  Slovačka 1:1  Arhivirana inačica izvorne stranice od 20. listopada 2013. (Wayback Machine)
- Latvija -  Grčka 1:2  Arhivirana inačica izvorne stranice od 13. listopada 2013. (Wayback Machine)

11. rujna 2012.
- BiH -  Latvija 4:1  Arhivirana inačica izvorne stranice od 20. listopada 2013. (Wayback Machine)
- Slovačka -  Lihtenštajn 2:0  Arhivirana inačica izvorne stranice od 20. listopada 2013. (Wayback Machine)
- Grčka -  Litva 2:0  Arhivirana inačica izvorne stranice od 13. listopada 2013. (Wayback Machine)

12. listopada 2012.
- Lihtenštajn -  Litva 0:2  Arhivirana inačica izvorne stranice od 21. listopada 2013. (Wayback Machine)
- Slovačka -  Latvija 2:1  Arhivirana inačica izvorne stranice od 21. listopada 2013. (Wayback Machine)
- Grčka -  BiH 0:0  Arhivirana inačica izvorne stranice od 13. listopada 2013. (Wayback Machine)

16. listopada 2012.
- Latvija -  Lihtenštajn 2:0  Arhivirana inačica izvorne stranice od 15. listopada 2013. (Wayback Machine)
- BiH -  Litva 3:0  Arhivirana inačica izvorne stranice od 9. srpnja 2014. (Wayback Machine)
- Slovačka -  Grčka 0:1  Arhivirana inačica izvorne stranice od 13. listopada 2013. (Wayback Machine)

22. ožujka 2013.
- Lihtenštajn -  Latvija 1:1  Arhivirana inačica izvorne stranice od 20. listopada 2013. (Wayback Machine)
- Slovačka -  Litva 1:1  Arhivirana inačica izvorne stranice od 20. listopada 2013. (Wayback Machine)
- BiH -  Grčka 3:1  Arhivirana inačica izvorne stranice od 13. listopada 2013. (Wayback Machine)

7. lipnja 2013.
- Latvija -  BiH 0:5  Arhivirana inačica izvorne stranice od 13. listopada 2013. (Wayback Machine)
- Lihtenštajn -  Slovačka 0:1  Arhivirana inačica izvorne stranice od 20. listopada 2013. (Wayback Machine)
- Litva -  Grčka 0:1  Arhivirana inačica izvorne stranice od 13. listopada 2013. (Wayback Machine)

6. rujna 2013.
- Latvija -  Litva 2:1  Arhivirana inačica izvorne stranice od 20. listopada 2013. (Wayback Machine)
- BiH -  Slovačka 0:1  Arhivirana inačica izvorne stranice od 20. listopada 2013. (Wayback Machine)
- Lihtenštajn -  Grčka 0:1  Arhivirana inačica izvorne stranice od 13. listopada 2013. (Wayback Machine)

10. rujna 2013.
- Litva -  Lihtenštajn 2:0  Arhivirana inačica izvorne stranice od 16. listopada 2013. (Wayback Machine)
- Slovačka -  BiH 1:2  Arhivirana inačica izvorne stranice od 16. listopada 2013. (Wayback Machine)
- Grčka -  Latvija 1:0  Arhivirana inačica izvorne stranice od 13. listopada 2013. (Wayback Machine)

11. listopada 2013.
- Litva -  Latvija 2:0  Arhivirana inačica izvorne stranice od 12. listopada 2013. (Wayback Machine)
- BiH -  Lihtenštajn 4:1  Arhivirana inačica izvorne stranice od 12. listopada 2013. (Wayback Machine)
- Grčka -  Slovačka 1:0  Arhivirana inačica izvorne stranice od 12. listopada 2013. (Wayback Machine)

15. listopada 2013.
- Grčka -  Lihtenštajn 2:0  Arhivirana inačica izvorne stranice od 15. listopada 2013. (Wayback Machine)
- Litva -  BiH 0:1  Arhivirana inačica izvorne stranice od 15. listopada 2013. (Wayback Machine)
- Latvija -  Slovačka 2:2  Arhivirana inačica izvorne stranice od 15. listopada 2013. (Wayback Machine)